# Henry Adams (architecte naval)
 (décembre 2020).
Pour les articles homonymes, voir Henry Adams et Adams.
Henry Adams, né en 1713 et mort en 1805 est un architecte naval britannique.
Il a travaillé au Buckler's Hard entre 1744 et 1805. Le HMS Euryalus, le HMS Swiftsure et le HMS Agamemnon proviennent de ses chantiers.